# Dun Castle Dounie
Dun Castle Dounie (auch Creag Mhór genannt) besetzt den Gipfel einer Felskuppe, die am Nordostende des Kamms von „Creag Mhór“ liegt, ungefähr 1,5 Kilometer südwestlich des Ardnoe-Points über dem Jura-Sund und Loch Crinan, in der Nähe von Kilmartin in Schottland. 

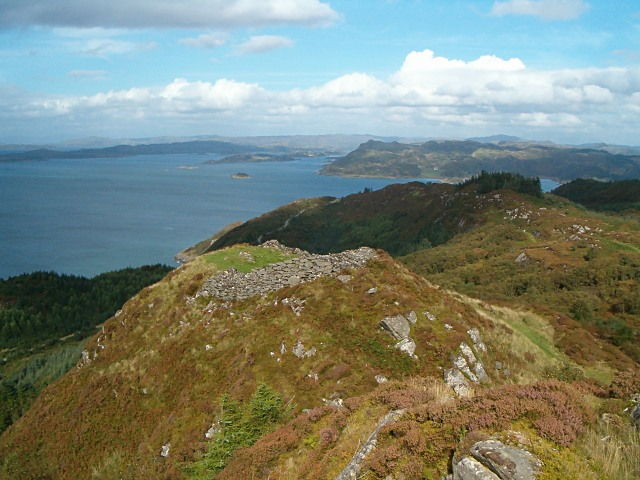
Das Dun Castle Dounie über dem Sound of Jura

Von ungewöhnlich unregelmäßigem (harfenartigem) Grundriss, misst das Dun etwa 18 mal 14 m. Die Mauer ist nur im Nordwesten nicht mehr erhalten. Sie variiert in der Stärke von 3,8 m im Südwesten bis 1,6 m. Die größte Verdickung liegt auf der Westseite des Zugangs, der im Norden liegt. Die Mauer erhebt sich im Südwesten noch bis zu einer Höhe von 2,6 m. Sie hat dort 14 Steinlagen. Die innere Böschung ist jedoch mitunter bis auf die Grundebene reduziert. Allgemein ist die Mauer auf der Innenseite schlechter erhalten als außen. Im Südwesten gibt es eine völlig gerade Trennstelle, die von außen deutlich sichtbar ist, und sich vertikal vom Fundament bis zur Spitze des erhaltenen Mauerwerks zieht. Sie scheint die Mauer auch zu durchdringen. Die Größen der verwendeten Steine unterscheiden sich an der Trennstelle, die offenbar auf eine zweiphasige Bauperiode verweist. 
Entlang der Ostseite wurde der Mauer eine starke innere Verblendung hinzugefügt. Sie wird von zwei Nischen unterbrochen, deren Rückwände durch das ursprüngliche (unverblendete) Mauerwerk gebildet werden. Eine große Platte begrenzt die nördliche Nische. Sie kann die unterste Lage eines als Kraggewölbe ausgebildeten Daches über der etwa 1,8 m langen Nische gewesen sein. In der Südmauer der Nische liegt eine kleine Wandnische (engl. aumbry). In der starken südöstlichen Biegung des Duns, in der dicksten Partie der Mauer, liegt ein weiter großer Raum. Die Tiefe seiner Ostseite wird wiederum durch die starke innere Verblendung gebildet. Zweifellos ist die Verdickung der Ostmauer jedoch nahezu ursprünglicher Natur. Sie kann allerdings nicht nur als Basis für eine nicht nachgewiesene Treppe gedient haben, die etwas östlich des Zugangs begann und sich bis zur Mauerkrone erhob. 
Der gut erhaltene Zugang war ursprünglich 2,1 m weit, was für ein Dun ungewöhnlich breit ist. Der Durchgang wurde dadurch auf eine Breite von etwa einem Meter reduziert, dass auf der Westseite eine entsprechend dicke Vormauerung angefügt wurde. Das Verengen des Zugangs kann zeitgleich mit dem Verblenden der Ostmauer erfolgt sein. Abgesehen von einem vorstehenden Felsen im Norden ist das Interieur des Dun absolut nichtssagend.